# Kaiserstuhl (plaats)
Kaiserstuhl is een plaats en voormalige gemeente in het Zwitserse kanton Aargau en maakt deel uit van het district Zurzach.
Kaiserstuhl telt 393 inwoners.
Op 1 januari 2022 fuseerde Kaiserstuhl met de gemeenten Bad Zurzach, Baldingen, Böbikon, Rekingen, Rietheim, Rümikon en Wislikofen tot een nieuwe gemeente die de naam Zurzach kreeg.

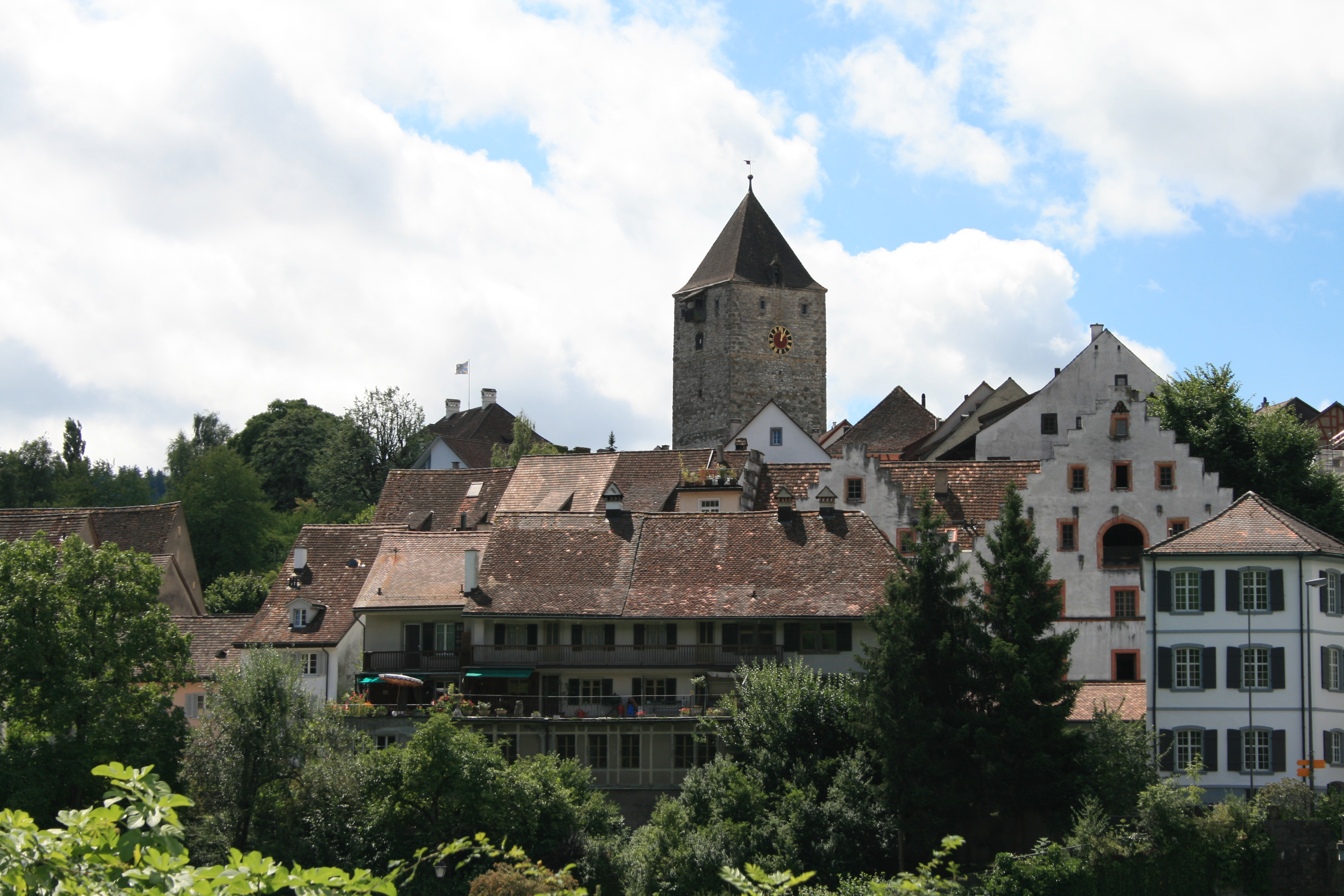
Kaiserstuhl